# 태스크 포스 121
태스크 포스 121(Task Force 121 (TF 121))는 미국 국방부에서 2000년대에 편성한 태스크포스다. 육군의 델타포스, 제75레인저연대, 제160특수작전항공연대, 해군의 특수전개발단, CIA의 특수활동부, 공군의 전투통제반, 낙하산구조반 등에서 차출된 인원들로 편성되었다.
TF121은 아프가니스탄에서 활동하던 TF5와 이라크에서 활동하던 TF20을 통폐합해 편성한 부대다. 부대의 특무는 무자히딘 지도자나 바트당 당료들 같은 고가치 표적들을 생포 또는 사살하는 것이었다. TF121은 사담 후세인의 두 아들이 사살된 2003년 7월 작전과 후세인 본인이 생포된 붉은 여명 작전에 참여했다.
TF121은 이라크에서 비밀 심문시설을 운용하며 불법적인 구금과 인권침해를 한 혐의가 있다. 휴먼 라이츠 워치는 TF121이 2006년경 해산되고 TF 6-26으로 재편성된 이후에도 물고문을 비롯한 인권침해를 수행한 증거를 발표했다.